# Scenocharops townesi
Scenocharops townesi là một loài tò vò trong họ Ichneumonidae.